# Segunda División Peruana 1946
La Segunda División Peruana 1946, la 4ª edición del torneo, fue jugada por ocho equipos.  Se disputó desde finales de 1946 hasta inicios de 1947 y fue organizada por la Asociación No Amateur.
Respecto al torneo anterior, ningún equipo fue promovido o relegado en la Rueda de Promoción de 1945 y dos equipos ascendieron de la Liga Regional de Lima y Callao 1945.
El ganador del torneo, Ciclista Lima Association, logró el ascenso a la Primera División de 1947 mientras que Progresista Apurímac perdió la categoría al haber ocupado el último lugar.

## Ascensos y descensos
| Posición | Ascendidos de Liga Regional de 1945 |
| -------- | ----------------------------------- |
| 1º       | Unión Callao                        |
| 2º       | Association Chorrillos              |

## Equipos participantes
| Club                   | Ciudad     |
| ---------------------- | ---------- |
| Association Chorrillos | Chorrillos |
| Atlético Lusitania     | Lima       |
| Ciclista Lima          | Lima       |
| Jorge Chávez           | Callao     |
| Progresista Apurímac   | Callao     |
| Santiago Barranco      | Barranco   |
| Telmo Carbajo          | Callao     |
| Unión Callao           | Callao     |

## Tabla de posiciones
| # | Club                   | PJ | PG | PE | PP | PTS |
| - | ---------------------- | -- | -- | -- | -- | --- |
| 1 | Ciclista Lima          | 7  | 5  | 1  | 1  | 11  |
| 2 | Unión Callao           | 7  | 4  | 2  | 1  | 10  |
| 3 | Atlético Lusitania     | 7  | 3  | 3  | 1  | 9   |
| 4 | Jorge Chávez           | 7  | 3  | 2  | 2  | 8   |
| 5 | Association Chorrillos | 7  | 3  | 2  | 2  | 8   |
| 6 | Telmo Carbajo          | 7  | 2  | 0  | 5  | 4   |
| 7 | Santiago Barranco      | 7  | 1  | 1  | 5  | 3   |
| 8 | Progresista Apurímac   | 7  | 0  | 3  | 4  | 3   |

|  | Campeón y ascendido a la Primera División de 1947 |
|  | Descendido a la Liga Regional de 1947.            |

## Desempate por el descenso
|  | Santiago Barranco | 7–0 | Progresista Apurímac |  |  |